# Понхеа Ят
Понхеа Ят (кхмер. ពញាយ៉ាត) або Баром Речеа II — король Камбоджі в XV столітті.

## Правління
1431 року привів свою державу до незалежності від Сіаму. Найвідомішою спорудою часів правління Понхеа Ята є ступа у Ват Пномі.